# Aneela Mirza
Aneela Mirza, nota anche come Anila Mirza o solo Aneela (Hillerød, 8 ottobre 1974), è una cantante danese.

## Biografia
È di origine pakistana e iraniana da parte della madre, mentre il padre parsi.
Ha raggiunto il successo intorno alla metà degli anni '90 cantando nel gruppo pop Toy-Box assieme a Amir El-Falaki.
Nel 2003, dopo lo scioglimento del gruppo, ha intrapreso la carriera solista e ha pubblicato il suo primo singolo Bombay Dreams nel 2004, realizzato in collaborazione con il cantante iraniano Arash, che ha contribuito anche in altre canzoni dell'artista.

## Discografia solista
Album
- 2006 - Mahi

Singoli
- 2004 - Bombay Dreams (feat. Rebecca Zadig & Arash)
- 2005 - Jaande
- 2006 - Chori Chori (feat. Arash)
- 2006 - Mahi